# Gle Meulintang
Gle Meulintang är ett berg i Indonesien.   Det ligger i provinsen Aceh, i den västra delen av landet, 1 700 km nordväst om huvudstaden Jakarta. Toppen på Gle Meulintang är 1 814 meter över havet, eller 209 meter över den omgivande terrängen. Bredden vid basen är 2,0 km.
Terrängen runt Gle Meulintang är kuperad söderut, men norrut är den bergig. Runt Gle Meulintang är det glesbefolkat, med 9 invånare per kvadratkilometer. I omgivningarna runt Gle Meulintang växer i huvudsak städsegrön lövskog.